# Sumowo Bakałarzewskie
Sumowo Bakałarzewskie – jezioro rynnowe w Polsce, położone w województwie podlaskim, w powiecie suwalskim, w gminie Bakałarzewo.

## Charakterystyka
Według regionalizacji fizycznogeograficznej Polski Sumowo Bakałarzewskie znajduje się na Pojezierzu Zachodniosuwalskim. 
Długie i wąskie jezioro rynnowe, przez które przepływa rzeka Rospuda. Leży niemal centralnie w rynnie Rospudy i jest otoczone osadami sandrowymi. Po wschodniej stronie ciąg wydłużonych wzgórz ozowych. Rozciąga się z północy na południe, z lekkim odchyleniem na wschód. Brzegi na ogół wysokie i strome, piaszczysto-żwirowe, porośnięte w większości lasem. 
Na północnym krańcu jeziora leży wieś (dawniej miasto) Bakałarzewo.
Przez jezioro prowadzi szlak kajakowy Rospudy. Bliżej południowego krańca, na obu brzegach znajdują się miejsca biwakowe.

## Dane morfometryczne
Lustro wody znajduje się na wysokości 153 m n.p.m., a jego powierzchnia wynosi 110 ha. Jezioro ma długość 3,8 km i szerokość do 0,5 km. Maksymalna głębokość zbiornika sięga 15,9 m.